# Tony Vega

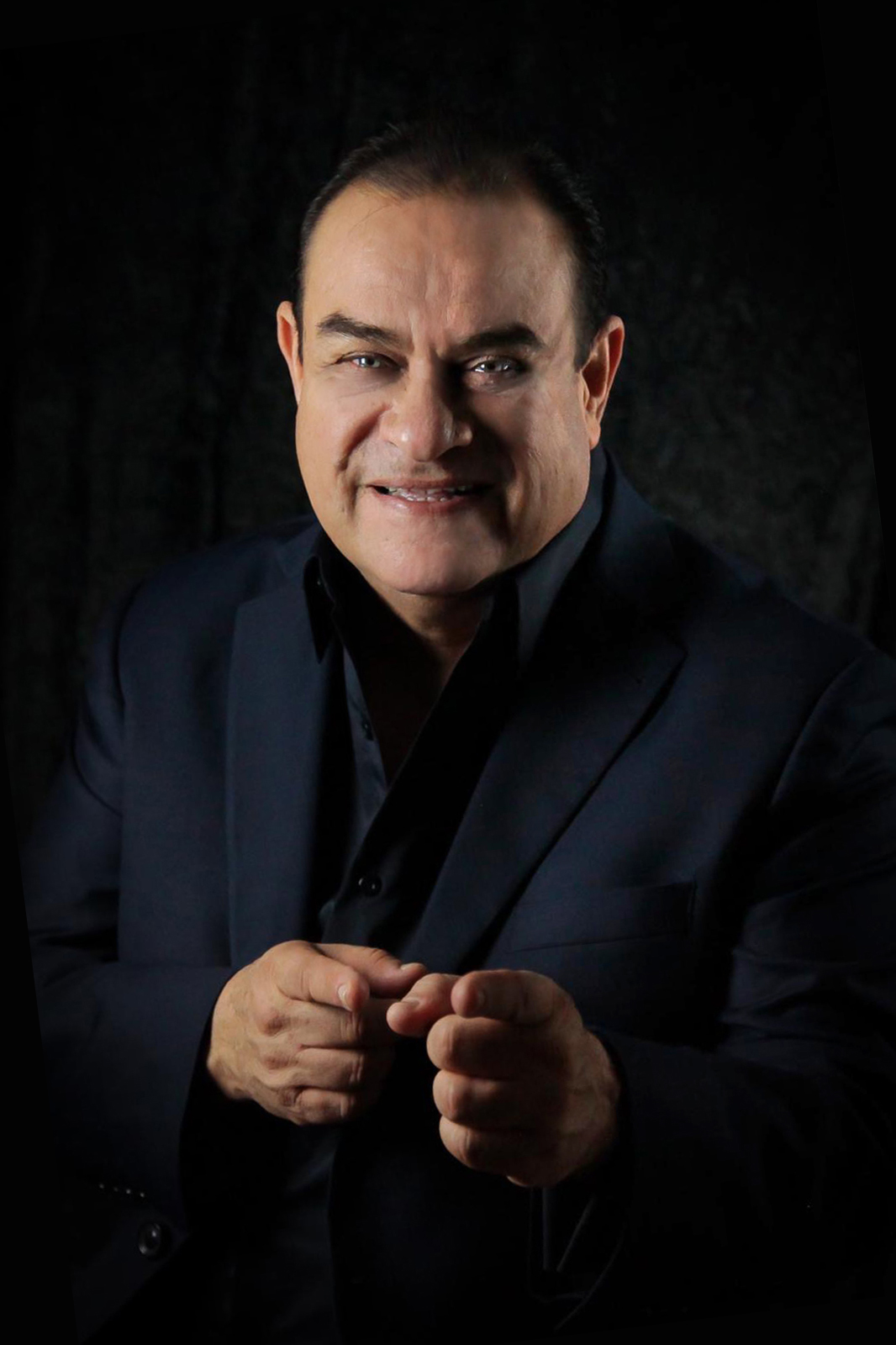
Tony Vega, 2020

Tony Vega (* 13. Juli 1957 in Salinas, Puerto Rico) ist ein puerto-ricanischer Salsasänger.

## Werdegang
Tony Vega wurde in einer Musikerfamilie geboren und lernte schon früh Bongos und Congas zu spielen. Im Alter von zehn Jahren war er Mitglied der Kinderband „La Preferida“. Seine Familie zog 1968 nach New York City, wo Vega zur Schule ging. In seiner Freizeit spielte er für verschiedene Latin-Rockbands wie beispielsweise City Trash. Er entwickelte eine Neigung für afro-antillianische Musikstile, aus denen sich später der Salsa entwickelte. Von Künstlern wie Ismael Rivera, Rafael Cortijo, Rafael Ithier und El Gran Combo de Puerto Rico wurde er stark beeinflusst.
Nach seinem Schulabschluss im Jahr 1978 wurde er von der Band „La Selecta“ aufgenommen, die von Raphy Leavitt geleitet wurde. Seine Songs Cosquillita, Sheila Taina und El Picaflor wurden große Hits. 1980 machte er während eines Liveauftritts die Bekanntschaft mit Willie Rosario. Von 1981 bis 1986 war er Mitglied seiner Combo. Zu dieser Zeit war auch Gilberto Santa Rosa Sänger dieser Gruppe. Die Aufnahme „La Nueva Cosecha“ wurde für den Grammy Award vorgeschlagen. 1986 kehrte Tony Vega nach Puerto Rico zurück. Dort begann er mit Eddie Palmieri und Giovanni Hidalgo eine künstlerische Zusammenarbeit und nahm das Album „La Verdad“ auf, welches für Palmieri einen Grammy bekam. Die Band tourte in dieser Zeit durch Spanien, Niederlande, Deutschland, Dänemark und das damalige Jugoslawien.
1988 startete Tony Vega seine Solokarriere und nahm die Alben „Yo Me Quedo“ und „Lo Mío Es Amor“ auf. Für letzteres erhielt er 1991 den Gold Record Award. Er trat in Venezuela auf und wenig später im Madison Square Garden anlässlich der 100. Aufnahme der Mambo Kings mit Tito Puente. Es folgten Konzerte in Spanien, Chile, Kolumbien und den USA. 1996 sang er zusammen mit Marc Anthony den Auftakt für das 7th Gymnastics World Championships in Puerto Rico. Zu seinen erfolgreichen Hits gehören unter anderen Songs wie „Si me mira a los ojos“, „Hoy vine a Cantarte“, „Tropical Tribute to the Beatles“ und „La Combinacion Perfecta“.

## Privates
Tony Vega hat sich weitgehend von seinen vielen Liveauftritten zurückgezogen und bekennt sich als „wiedergeborener Christ“.

## Diskografie
- Yo Me Quedo (1988)
- Lo Mío Es Amor (1990)
- Uno Mismo (1991)
- Aparentemente (1992)
- Si Me Miras A Los Ojos (1994)
- Tony Vega (1996)
- Hoy Quiero Cantarte (1998)
- Hablando Del Amor (2000)
- Después De Todo (2001)
- Cuestión de Fe (2004)
- Tú Eres Mi Respirar (2004)
- Que Tire La Piedra (2006)
- Tony Vega en Concierto (2008)

## Preise und Auszeichnungen
- 1991: Gold Record Award
- 1991: Platinum Record Award für „Uno Mismo“
- 1992: La Husca Award in Panama
- 1992: Golden Agueybana Award als „Best Orchestra of the Year“ in Puerto Rico